# Marvel Loch
Marvel Loch – miasto w Australii, w stanie Australia Zachodnia.